# Personaggi di Agent Carter
Questa voce contiene un elenco dei personaggi presenti nella serie televisiva Agent Carter, legata al Marvel Cinematic Universe.

## Personaggi principali
- Legenda:      Cast principale;      Ruolo ricorrente;      Non appare / Apparizione non annunciata.

| Peggy Carter  | Hayley Atwell       |  |  |
| Edwin Jarvis  | James D'Arcy        |  |  |
| Jack Thompson | Chad Michael Murray |  |  |
| Daniel Sousa  | Enver Gjokaj        |  |  |
| Roger Dooley  | Shea Whigham        |  |  |

### Peggy Carter

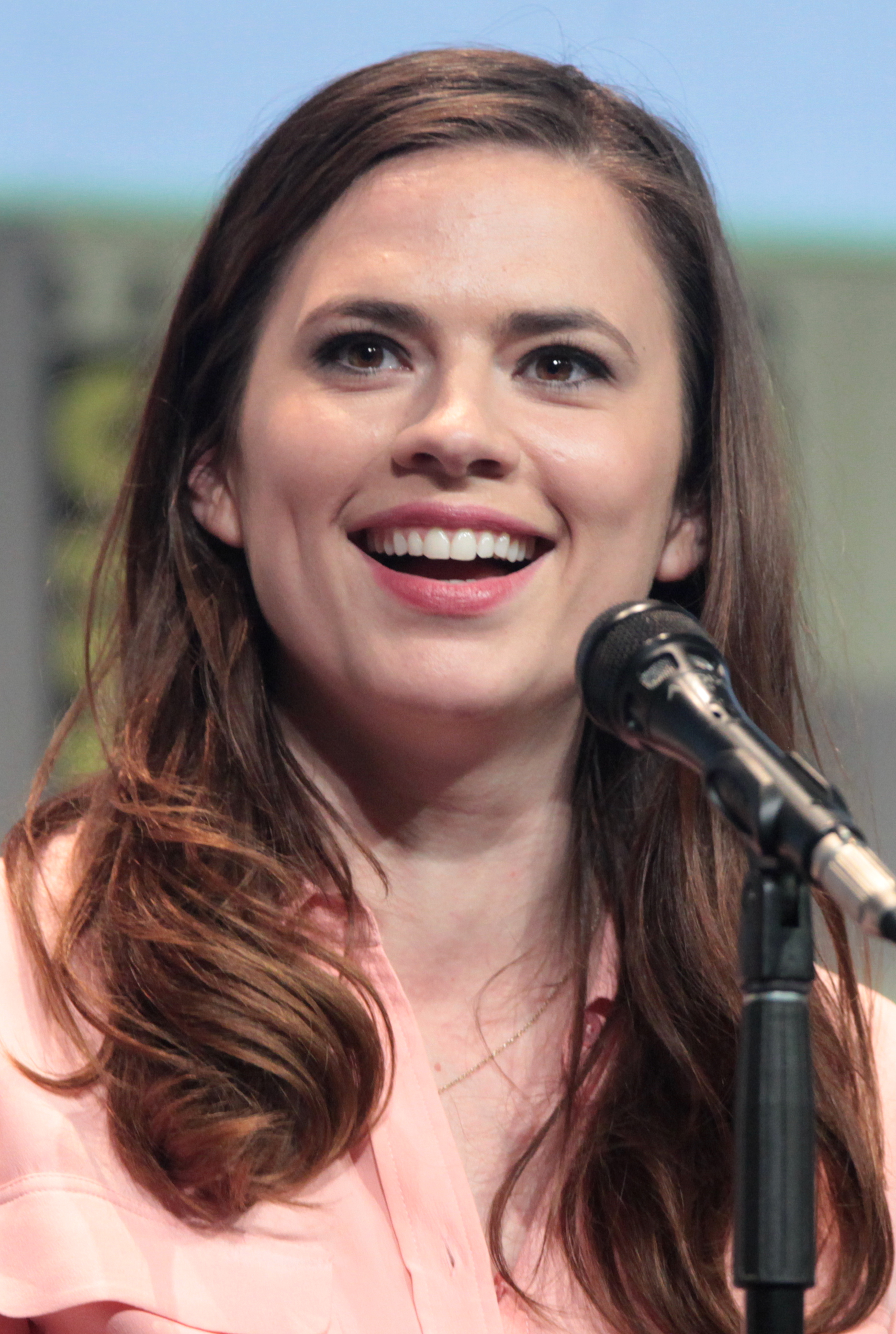
Hayley Atwell

Margaret "Peggy" Carter (interpretata da Hayley Atwell, doppiata da Ilaria Latini) è la protagonista della serie,  ufficiale della Strategic Scientific Reserve (SSR) compagna d'avventure e innamorata di Captain America durante la Seconda Guerra Mondiale; terminato il conflitto è costretta a dimostrare il suo valore scontrandosi con l'imperante maschilismo degli anni quaranta e il lutto dell'uomo amato, che riesce progressivamente a superare iniziando una relazione con Sousa.
In seguito alla fine della guerra, Carter, nonostante sia ufficialmente un agente, viene trattata come una segretaria. Avvicinata da Howard Stark, con cui aveva lavorato durante la guerra, con lo scopo di aiutarlo dopo essere stato incastrato per aver venduto armi all'URRS, Peggy accetta di lavorare alle spalle dei suoi superiori. Il suo tradimento viene poi scoperto dall'agente Sousa, ma le accuse cadono quando aiuta a fermare i russi. Si guadagna ulteriormente il rispetto dei colleghi con la sconfitta di Whitney Frost, e inizia una relazione con Sousa.
La Atwell, che ha interpretato Carter in Captain America - Il primo Vendicatore, Captain America: The Winter Soldier e nel cortometraggio web Agent Carter si era detta interessata a riprendere il ruolo nella serie nell'ottobre del 2013; il presidente della ABC Entertainment Paul Lee ha confermato la sua inclusione nel gennaio 2014. Carter è il primo personaggio femminile ad avere una storia come protagonista all'interno del Marvel Cinematic Universe ancora prima di personaggi popolari dei fumetti come la Vedova Nera e Capitan Marvel. Diversamente da altri eroi Marvel principali, Peggy non ha superpoteri, ma al contrario i suoi scrittori "hanno sempre affermato che il suo superpotere è che le persone la sottovalutano sempre. E lei usa spesso questo fatto a suo vantaggio". Atwell ha affermato che è stato "entusiasmante" esplorare "il fondale di questo mondo dominato dagli uomini, in cui le donne sono all'interno del mondo del lavoro, senza una voce che le rappresenti, alla ricerca di un posto per loro al di fuori della casa" e come questo mondo influenzi Peggy, che deve fare i conti con tutto ciò durante le missioni che affronta. Per i costumi di Carter, anche se alcuni capi vintage sono stai usati, la maggior parte dei suoi outfit sono stati fatti apposta per adattarsi alle scene d'azione. La costumista Giovanna Ottobre-Melton ha dato ai costumi uno "stile a clessidra, con spalle definite ma non troppo esagerate." Per l'equipaggiamento tattico del personaggio, sono state presi per riferimento sono atti studiati look clandestini della seconda guerra mondiale. Gabriella Graves interpreta la giovane Peggy.
Parlando dell'influenza che l'apparente morte di Steve Rogers ha su Carter, Atwell ha spiegato che "è passato solo un anno, e lei è ancora in lutto, e penso che quello che la spinge ad andare avanti è che lui è stato la persona più grande che lei abbia mai conosciuto... è anche determinata a fare in modo che il suo lavoro non sia stato invano." Dopo la prima stagione, Atwell ha notato che Carter non ha "vinto il rispetto di tutti", come per esempio Jack Thompson che si prende il merito delle sue azioni,  ma "conosce il suo valore, quindi non ha bisogno della gloria". 
Per la seconda stagione, il produttore esecutivo Michele Fazekas ha spiegato che, dopo che Peggy "ha messo molte cose a dormire dal punto di vista emotivo", come lasciare andare Capitan America, e ora è più "aperta a guardare la sua vita e capire se vuole una relazione"; Fazekas ha aggiunto che Peggy sta cominciando a capire che "non tutti condividono i suoi ideali, anche nel SSR.
The A.V. Club ha nominato la performance di Atwell come una delle "Best Individual Performances" del 2015. Atwell è anche stata nominata come Migliore Attrice in una serie televisiva ai 41esimi Saturn Awards, ma il premio è stato vinto da Caitriona Balfe di Outlander.

### Edwin Jarvis

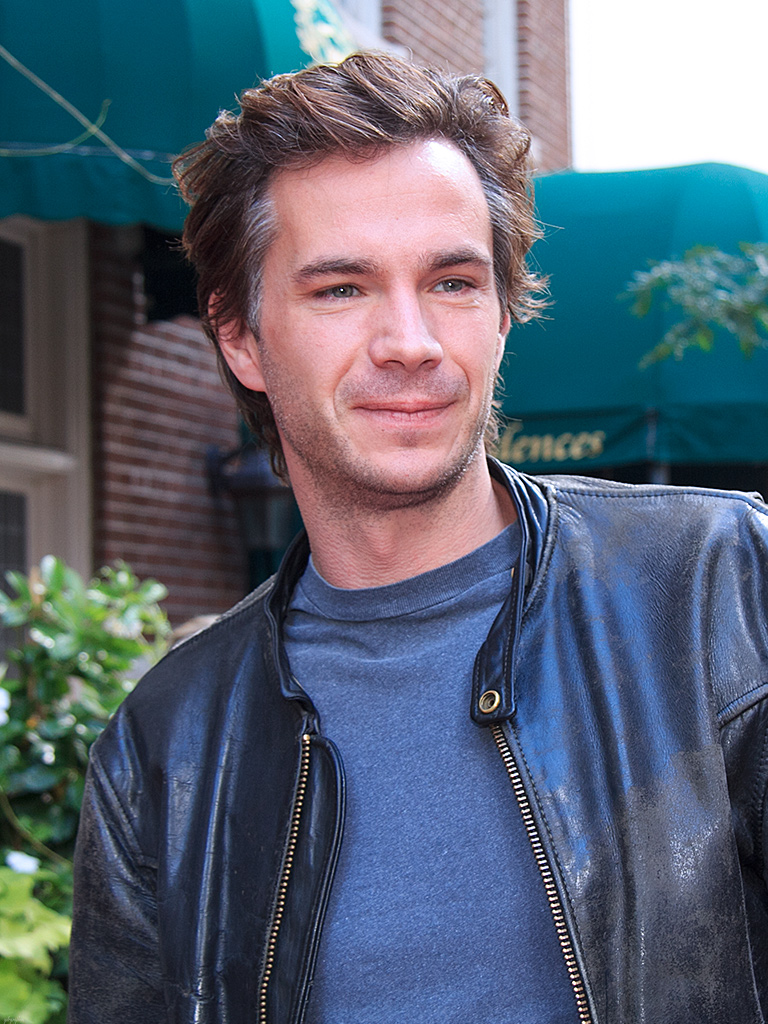
James D'Arcy

Edwin Jarvis (interpretato da James D'Arcy, doppiato da Mauro Gravina) è il fedele maggiordomo di Howard Stark, assistendo Peggy nell'indagine per scagionare il suo padrone da una falsa accusa per cospirazione sviluppa per lei un forte rapporto di stima e amicizia. Sarà l'ispirazione di Tony Stark per l'intelligenza artificiale J.A.R.V.I.S.
Era stato accusato di tradimento durante la guerra, dopo aver falsificato la firma di un suo superiore nel tentativo di salvare la donna che sarebbe poi diventata sua moglie, Ana. Salvato da Howard Stark, Jarvis diventa il suo maggiordomo, e viene poi offerto a Peggy come supporto nella sua missione per ripulire il nome di Stark. Diventato amico di Carter, Jarvis inizia ad apprezzare le missioni con lei, e sceglie in seguito di aiutarla con le missioni, anche se non connesse a Stark, come nella lotta contro Whitney Frost. Per questo, anche Ana rimane coinvolta, finché non rimane seriamente ferita a causa di Frost. Per questo Jarvis tenterà senza successo di ucciderla.
L'annuncio che Edwin Jarvis sarebbe stato nella serie è stato fatto nel luglio 2014. Maggiordomo della famiglia Stark nel fumetto originale, Jarvis era stato introdotto nel MCU come un'intelligenza artificiale di nome J.A.R.V.I.S. creata da Tony Stark. Il fumetto Iron Man 2: Public Identity spiega che una versione più fedele al fumetto esisteva nel MCU, in cui il maggiordomo Jarvis è un mentore per il giovane Tony, e che ha ispirato la sua A.I.; il Jarvis presente nella serie è una versione più giovane del Maggiordomo, che lavora per Howard prima della nascita di Tony. D'Arcy è stato preso per il ruolo nel settembre 2014. Fazekas, spiegando l'introduzione e lo sviluppo di Jarvis nella serie, afferma che "alcune parti vengono dai fumetti, mentre altre le abbiamo concepite noi. Alcune parti sono state influenzate dallo stesso James D'Arcy e dalle sue forze." D'Arcy era inizialmente nervoso a causa del lato comico di Jarvis, visto che fino ad allora aveva "interpretato perlopiù psicopatici", e non aveva studiato la performance di Paul Bettany come J.A.R.V.I.S. nell'approccio al personaggio. Ottobre-Melton ha spiegato, in termini di costumi, che "Jarvis è un uomo da giacca e cravatta. Ha una grande responsabilità all'interno degli affari di Howard Stark, e ha bisogno di apparire sempre raffinato. È un dipendente ben pagato che può permettersi completi a tre pezzi fatti su misura, e ha un senso dello stile britannico, così lo abbiamo messo in un completo Herringbone nero e grigio."
La Atwell si è riferita alla relazione fra Peggy e Jarvis come il punto comico della serie, mentre Fazekas ha definito la loro relazione come "la relazione centrale dello show".
Fazekas aveva riflettuto sul dare a Jarvis un arco narrativo da personaggio principale, dicendo che lui "aveva davvero preso gusto per le avventure con Peggy nella prima stagione, così, quando lei ritorna nella sua vita, è felice perché so annoia nel suo ruolo come semplice maggiordomo di Howard Stark... quella che inizia è una storia molto interessante, che ruota attorno a quanto lui comprendere del lavoro effettivo di Peggy. Per lui è una distrazione divertente, anche quando è in pericolo... vedremo nella storia di Jarvis quanto cresce 0er capire come ne uscirà alla fine. Avrà un costo per lui e anche un impatto sulla relazione con Peggy".

### Jack Thompson
Jack Thompson (interpretato da Chad Michael Murray, doppiato da Gianfranco Miranda) è un ufficiale della Strategic Scientific Reserve (SSR) esperto in interrogatori e decorato con la Navy Cross per un'azione eroica svolta ad Okinawa di cui, in realtà, si prese solamente il merito. Seppur di carattere tracotante e arrivista, Thompson soffre molto per tale menzogna, cosa che, comunque, al termine della prima stagione non gli impedisce di prendersi i meriti dell'indagine di Peggy divenendo il nuovo capo della SSR. Pentitosi delle sue azioni, dopo aver assistito Peggy nelle fasi finali del caso Isodyne viene assassinato nella sua stanza d'albergo.

### Daniel Sousa
Daniel Sousa (interpretato da Enver Gjokaj, doppiato da Alessio Cigliano) è un ufficiale della Strategic Scientific Reserve (SSR) rimasto storpio durante la guerra e costretto a camminare con una stampella; nonostante l'handicap e il costante trattamento irrispettoso impartitogli dai colleghi, Sousa è incredibilmente dotato nel combattimento corpo a corpo e, soprattutto, dotato di capacità investigative fuori dal comune; doti che lo portano a divenire il capo di una nuova sezione dell'SSR nella Costa Ovest. Tra lui e Peggy esiste una forte attrazione che, col tempo, li porta a diventare una coppia.

### Roger Dooley
Roger Dooley (interpretato da Shea Whigham, doppiato da Paolo Maria Scalondro) è il capo della Strategic Scientific Reserve (SSR) e superiore di Peggy, Thompson e Sousa. Seppur tendenzialmente burbero e maschilista, Dooley è un uomo saggio, un lavoratore instancabile, un capo esemplare fondamentalmente dotato di un cuore d'oro e quasi paterno nei confronti di tutti i suoi agenti, Peggy inclusa. Ipnotizzato dal dottor Fennhoff, indossa uno speciale giubbotto esplosivo impossibile da disinnescare e, per evitare che i suoi uomini rimangano coinvolti nella detonazione, si sacrifica gettandosi da una finestra del quartier generale dell'SSR saltando in aria poco dopo.

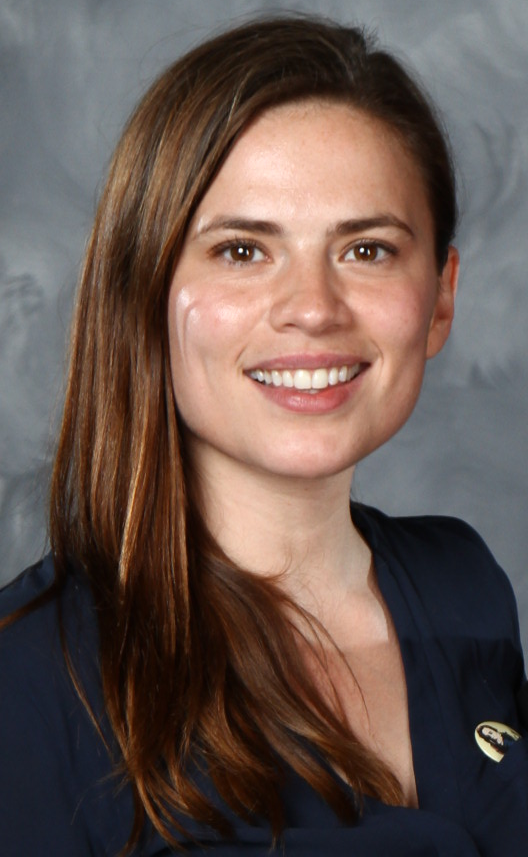
Hayley Atwell interpreta Peggy Carter
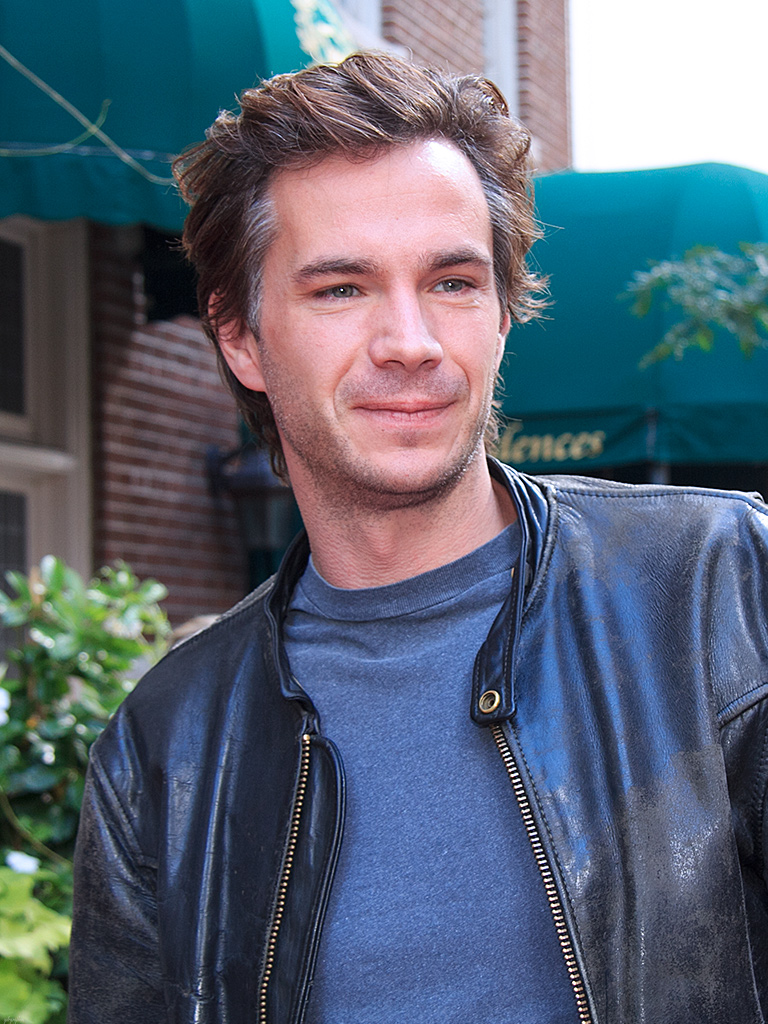
James D'Arcy interpreta Edwin Jarvis
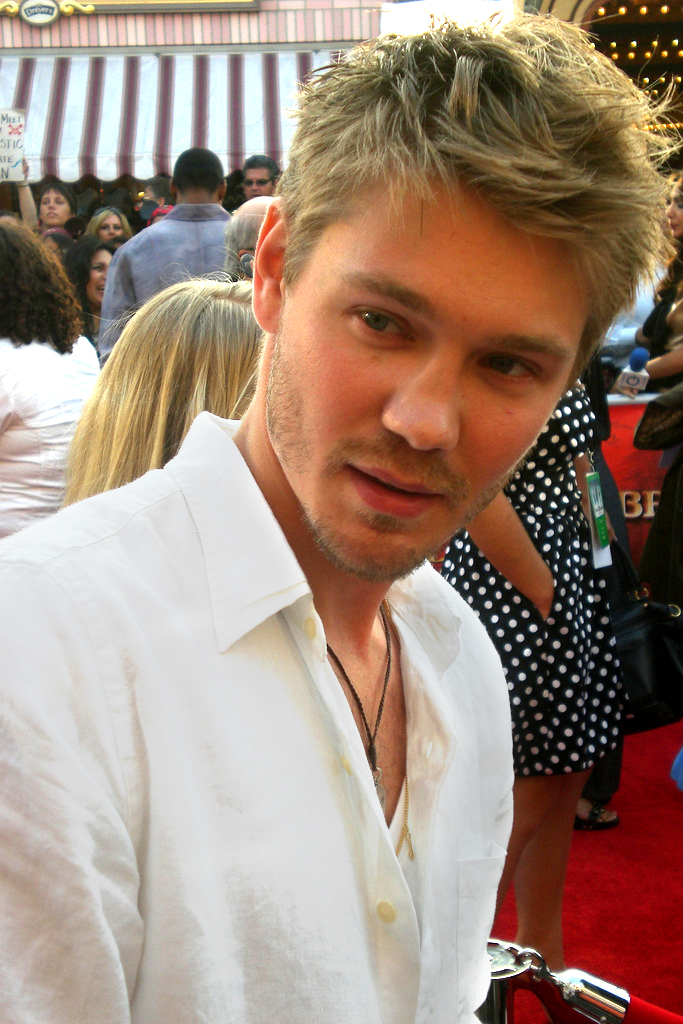
Chad Michael Murray interpreta Jack Thompson
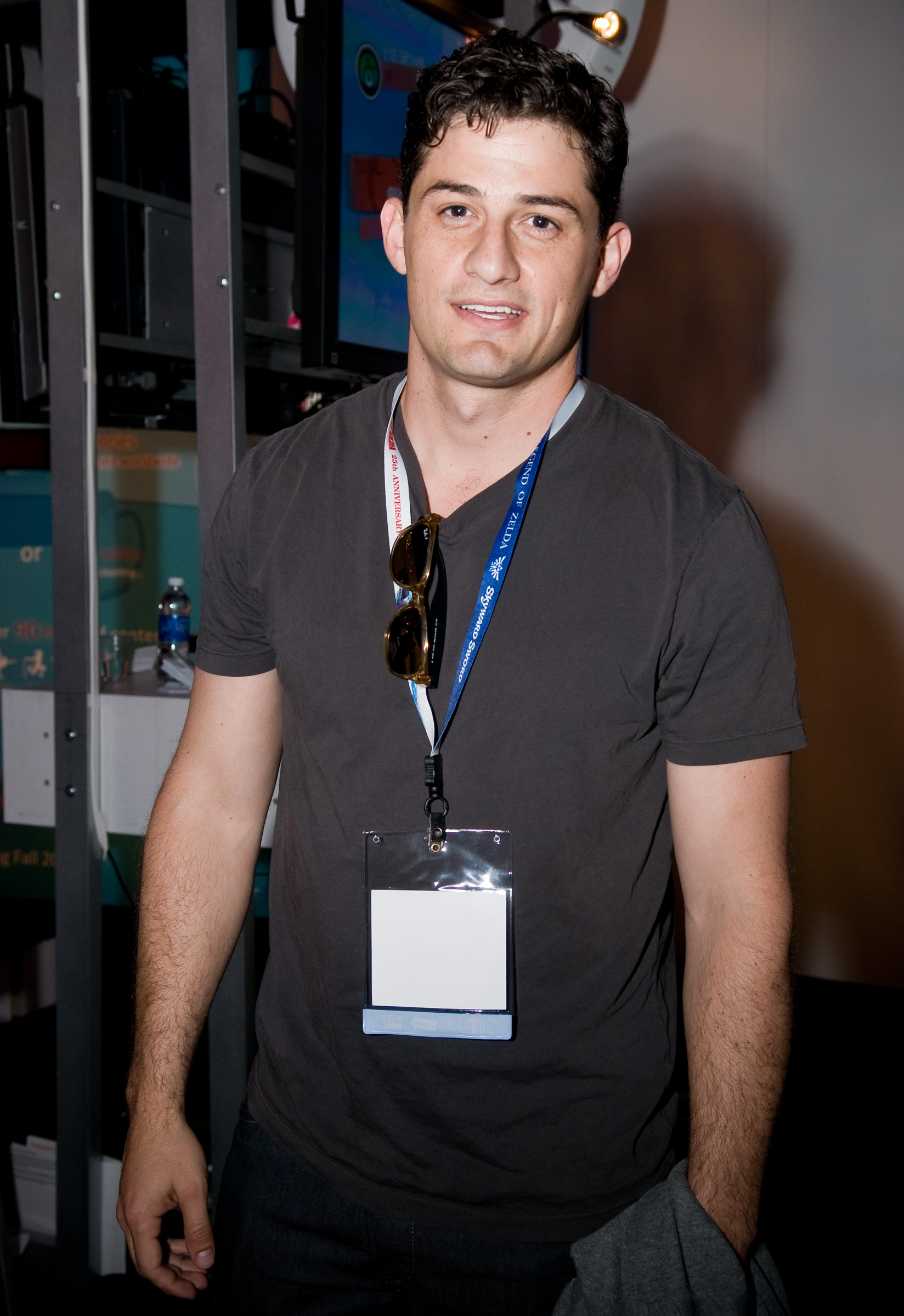
Enver Gjokaj interpreta Daniel Sousa
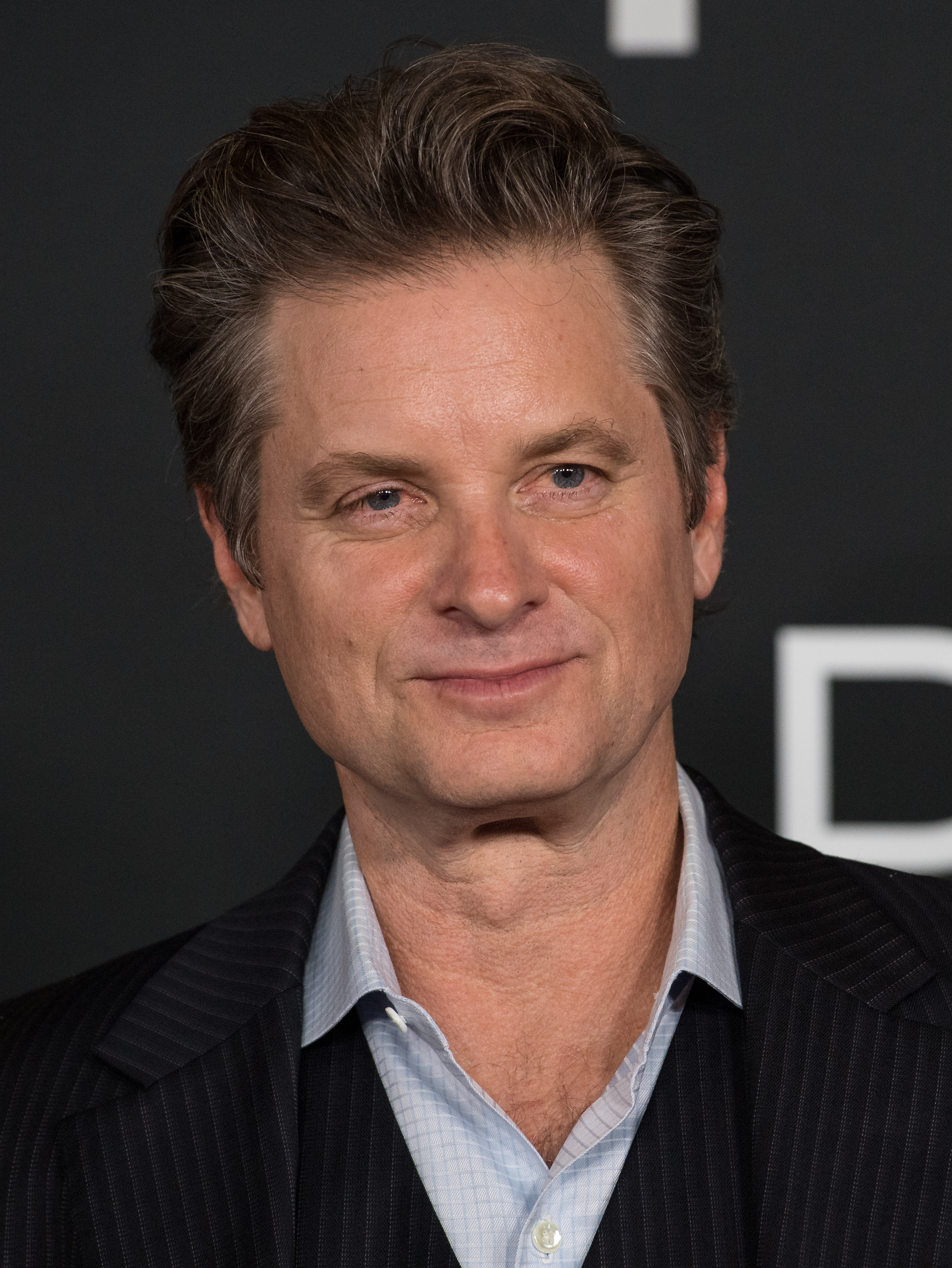
Shea Whigham interpreta Roger Dooley

## Personaggi ricorrenti
Elenco dei personaggi che sono apparsi nella serie in ruoli ricorrenti e significativi.
- Legenda:      Ruolo ricorrente;      Non appare / Apparizione non annunciata.

| Howard Stark      | Dominic Cooper  |  |  |
| Angie Martinelli  | Lyndsy Fonseca  |  |  |
| Ray Krzeminski    | Kyle Bornheimer |  |  |
| Rose Roberts      | Lesley Boone    |  |  |
| Miriam Fry        | Meagen Fay      |  |  |
| Dottie Underwood  | Bridget Regan   |  |  |
| Johann Fennhoff   | Ralph Brown     |  |  |
| Whitney Frost     | Wynn Everett    |  |  |
| Jason Wilkes      | Reggie Austin   |  |  |
| Calvin Chadwick   | Currie Graham   |  |  |
| Ana Jarvis        | Lotte Verbeek   |  |  |
| Aloysius Samberly | Matt Braunger   |  |  |
| Vernon Masters    | Kurtwood Smith  |  |  |
| Joseph Manfredi   | Ken Marino      |  |  |

### Howard Stark
Howard Stark (interpretato da Dominic Cooper, doppiato da Francesco Pezzulli) è il geniale e carismatico inventore miliardario fondatore ed amministratore delegato delle Stark Industries; nella prima stagione viene incastrato con l'accusa di aver venduto armi letali al miglior offerente, motivo per il quale entra in latitanza chiedendo a Peggy e Jarvis di trovare il vero colpevole. Ritorna successivamente in patria per aiutare l'SSR ad affrontare Leviathan, ripulendo completamente il suo nome.

### Angie Martinelli
Angela "Angie" Martinelli (interpretata da Lyndsy Fonseca, doppiata da Valentina Mari) è un'aspirante attrice italoamericana che lavora come cameriera in una tavola calda per pagarsi la scuola di teatro; diventa un'ottima amica di Peggy nonché sua coinquilina all'Hotel Griffith arrivando a scoprirne la doppia vita, aiutandola a fuggire quando l'SSR la accusa di essere una traditrice e, in seguito, a trasferirsi con lei in una villa messa a loro disposizione da Stark.

### Ray Krzeminski
Ray Walter Krzeminski (interpretato da Kyle Bornheimer, doppiato da Carlo Scipioni) è un agente della Strategic Scientific Reserve (SSR) rude, irrispettoso e fedifrago in costante disaccordo con Peggy. Mentre trasporta in carcere un criminale al soldo di Leviathan viene assalito per strada da "Dottie Underwood", che uccide sia lui sia il prigioniero.

### Rose Roberts
Rose Roberts (interpretata da Lesley Boone, doppiata da Cristina Poccardi) è un'agente della Strategic Scientific Reserve (SSR) con incarichi d'ufficio che, data la copertura di compagnia telefonica adottata dell'agenzia, viene impiegata come centralinista. Successivamente va a lavorare per Sousa nella SSR della Costa Ovest dimostrandosi parecchio competente anche sul campo.

### Miriam Fry
Miriam Fry (interpretata da Meagen Fay, doppiata da Aurora Cancian) è la padrona dell'Hotel Griffith, il condominio di sole donne in cui vivono Peggy e Angie nella prima stagione. Rigida e bigotta, non permette a nessun uomo di salire ai piani in cui alloggiano le inquiline di modo da "preservarne la virtù" ed è inamovibile nel cacciare chiunque di esse infranga tale regola.

### Dottie Underwood
La donna nota con l'alias di Dorothy "Dottie" Underwood (interpretata da Bridget Regan, doppiata da Benedetta Degli Innocenti) è un'agente sovietico addestrata nel Programma Vedova Nera e mandata sotto copertura negli Stati Uniti nei panni di una sprovveduta ballerina dell'Iowa coinquilina di Peggy all'Hotel Griffith. Rivelatasi in combutta col dottor Fennhoff nel suo piano di diffondere un'arma biologica di Stark su Times Square, rimane ferita in uno scontro con Peggy ma riesce a fuggire venendo arrestata un anno dopo da SSR e FBI per poi venire costretta a collaborare a un'operazione non autorizzata di Peggy riuscendo nuovamente a fuggire.

### Johann Fennhoff
Dr. Johann Fennhoff (interpretato da Ralph Brown, doppiato da Paolo Buglioni) è un'ipnotista russo membro di Leviathan che, col nome fittizio di "dottor Ivchenko", si fa portare negli Stati Uniti dall'SSR unicamente per poi derubarli di un'arma biologica di Howard Stark e uccidere il capo Dooley. In seguito viene arrestato e imprigionato con Arnim Zola.

### Whitney Frost
Agnes Cully, nota con lo pseudonimo di Whitney Frost (interpretata da Wynn Everett) è un'attrice hollywoodiana e una brillante inventrice; moglie di Calvin Chadwick e vera mente dietro ai suoi successi, nel momento in cui il Consiglio dei Nove dismette il programma Materia Zero tenta di rubarla ma finisce per assorbirla dentro di sé divenendo capace di inglobare qualsiasi essere vivente dentro il proprio corpo venendo però sfigurata sempre di più ogni volta che si serve di tale potere; una volta separata da tale sostanza grazie a un'arma di Stark impazzisce e viene rinchiusa in un manicomio criminale.

### Jason Wilkes
Dr. Jason Wilkes (interpretato da Reggie Austin, doppiato da Massimo Bitossi) è un bizzarro e carismatico scienziato della Isodyne Energy che ammalia Peggy e tenta di aiutarla a rubare la Materia Zero venendo coinvolto nell'esplosione provocata dal suo rilascio divenendo invisibile e intangibile. Nel disperato tentativo di tornare alla normalità si allea con Whitney Frost ma, infine, si redime aiutando Peggy e l'SSR a sconfiggerla ed entrando successivamente alle dipendenze delle Stark Industries.

### Calvin Chadwick
Calvin Chadwick (interpretato da Currie Graham, doppiato da Pierluigi Astore) è un potente uomo d'affari proprietario della Isodyne Energy, membro del Consiglio dei Nove, aspirante senatore degli Stati Uniti e marito di Whitney Frost. Dopo aver scoperto il segreto della moglie la tradisce tentando di consegnandola al Consiglio ma essa lo uccide.

### Ana Jarvis
Ana Jarvis (interpretata da Lotte Verbeek, doppiata da Eleonora Vanni) è la moglie di Edwin Jarvis, un'ebrea originaria di Budapest contraddistinta dal carattere esuberante e vivace spesso in contrasto col compassato marito. Dopo essere stata ferita da Whitney Frost con un colpo di pistola al ventre rimane sterile ma lei e il marito riescono a superare tutto ciò.

### Vernon Masters
Vernon Masters (interpretato da Kurtwood Smith, doppiato da Carlo Reali) è un veterano del Dipartimento della Guerra membro del Consiglio dei Nove ed amico di famiglia, nonché mentore, di Thompson. Raggirato da Peggy, Sousa e l'ex-pupillo, tenta di tradire Whitney Frost rimanendo coinvolto in un'esplosione di Materia Zero.

### Aloysius Samberly
Dr. Aloysius Herbert Samberly (interpretato da Matt Braunger, doppiato da Fabrizio Dolce) è un geniale scienziato della Strategic Scientific Reserve (SSR) contraddistinto dai modi pedanti e dalle manie di persecuzione verso tutti gli agenti operativi e il capo Sousa che, a suo dire, lo guardano dall'alto in basso.

### Joseph Manfredi
Joseph Manfredi (interpretato da Ken Marino, doppiato da Francesco Bulckaen) è il pericoloso leader del Maggia nonché un alleato di Whitney Frost, della quale è follemente innamorato tuttavia, accortosi della progressiva discesa verso la follia dell'amata, la tradisce aiutando Peggy e l'SSR a separarla dalla Materia Zero, facendola tuttavia impazzire completamente.

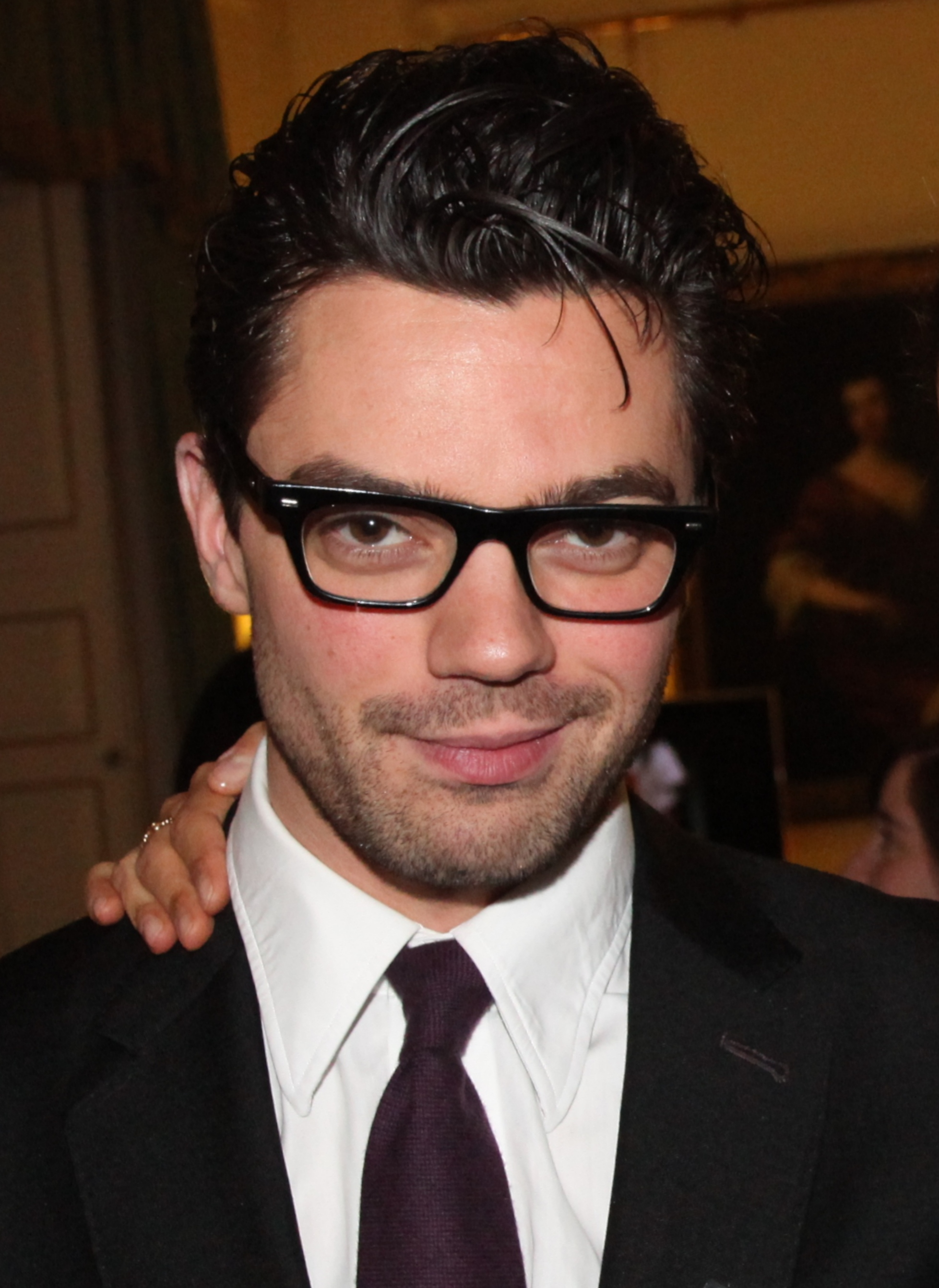
Dominic Cooper interpreta Howard Stark
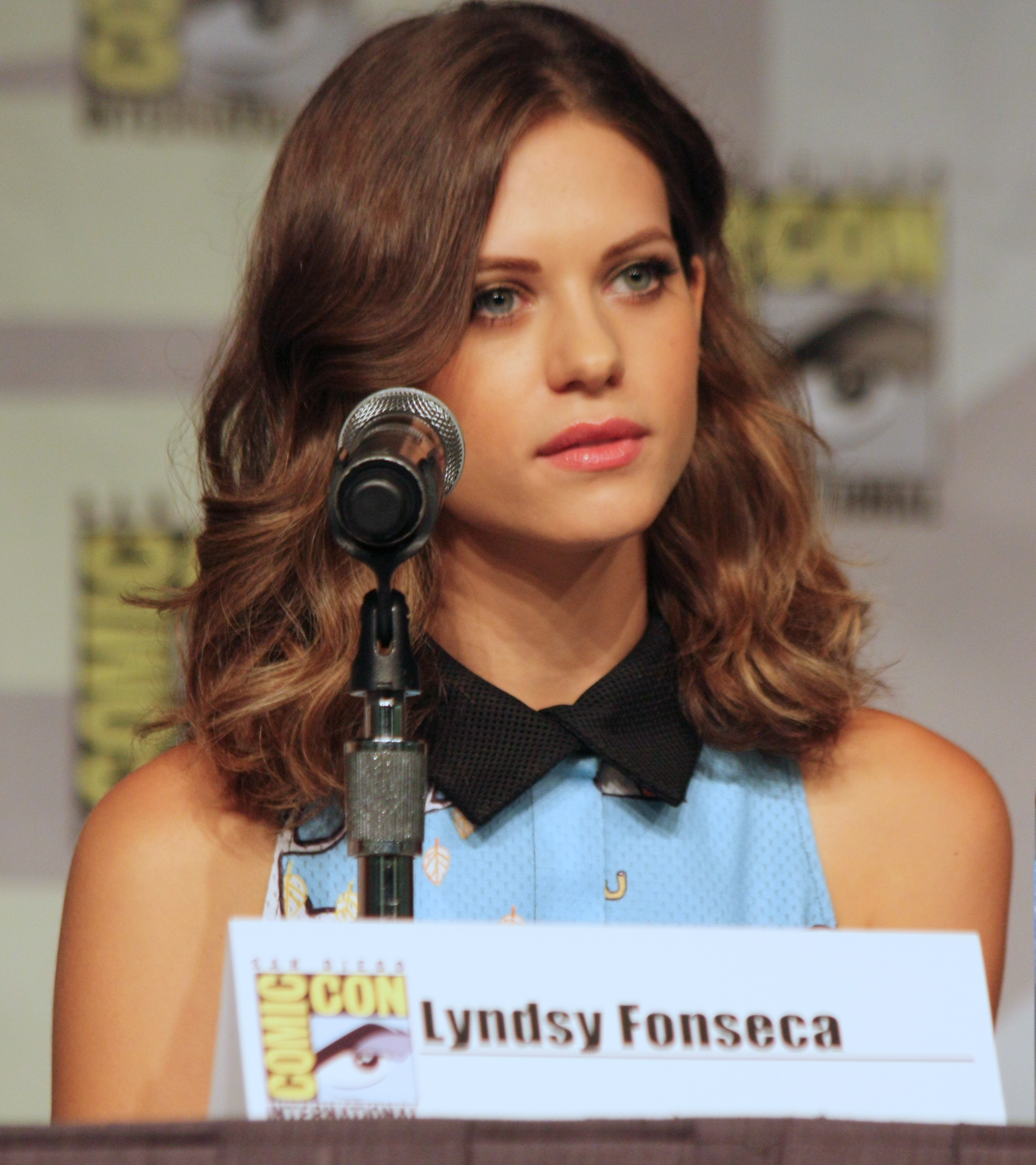
Lyndsy Fonseca interpreta Angie Martinelli
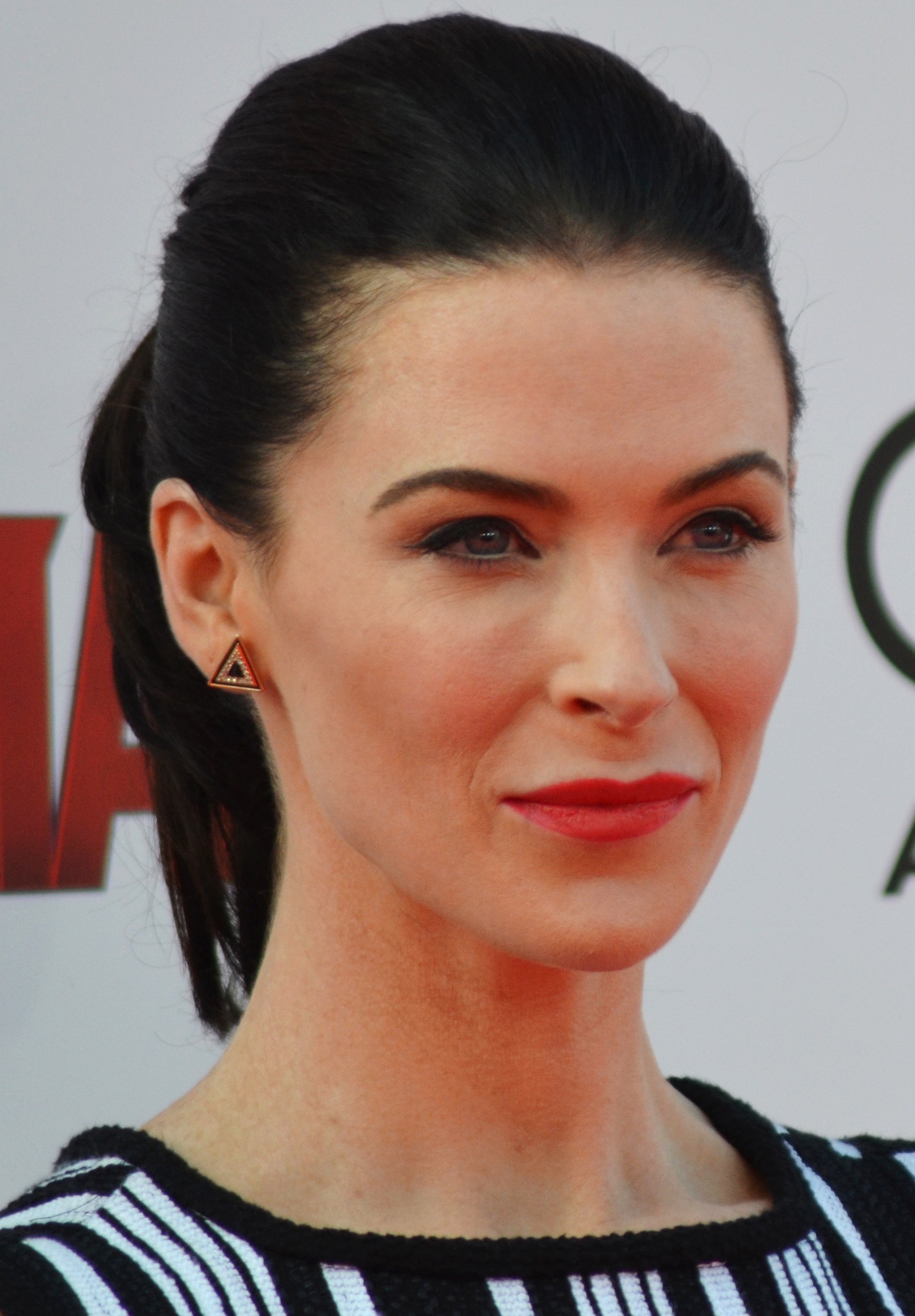
Bridget Regan interpreta "Dottie Underwood"
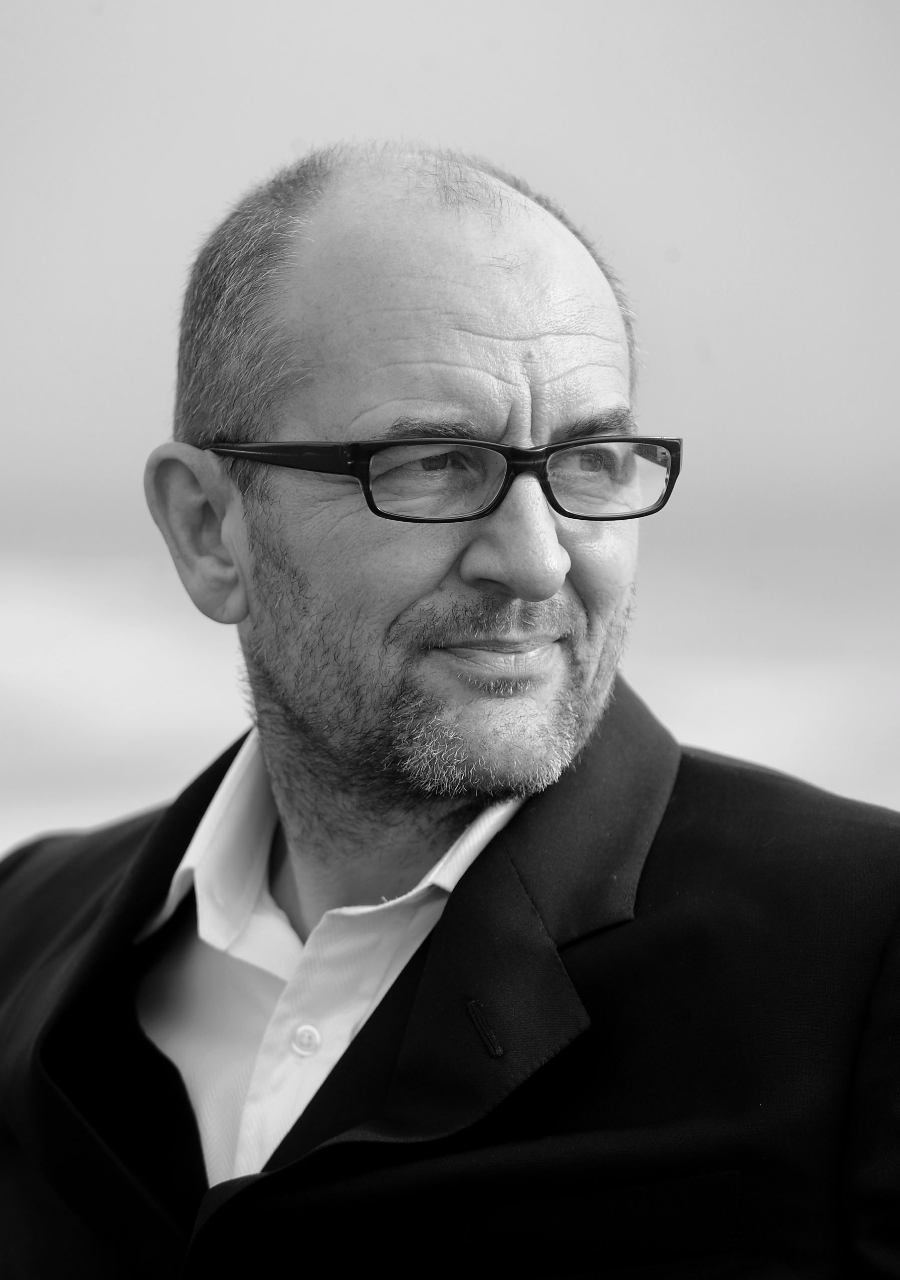
Ralph Brown interpreta il dottor Johann Fennhoff
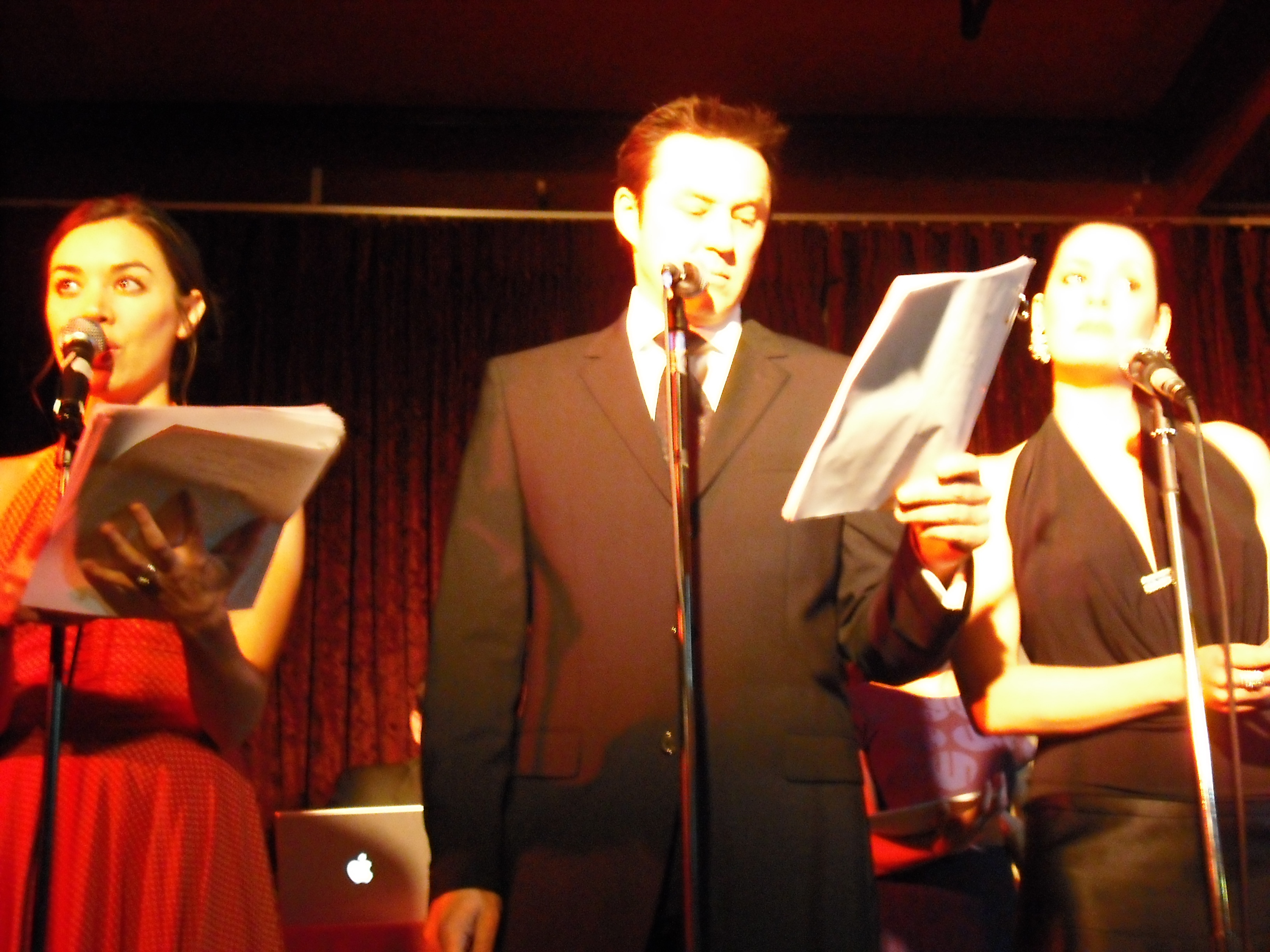
Currie Graham interpreta Calvin Chadwick
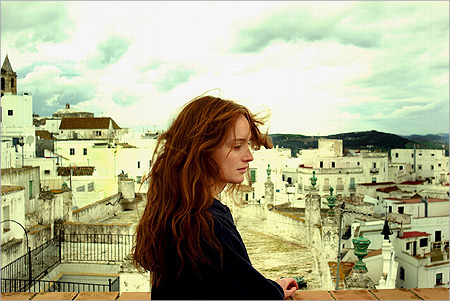
Lotte Verbeek interpreta Ana Jarvis
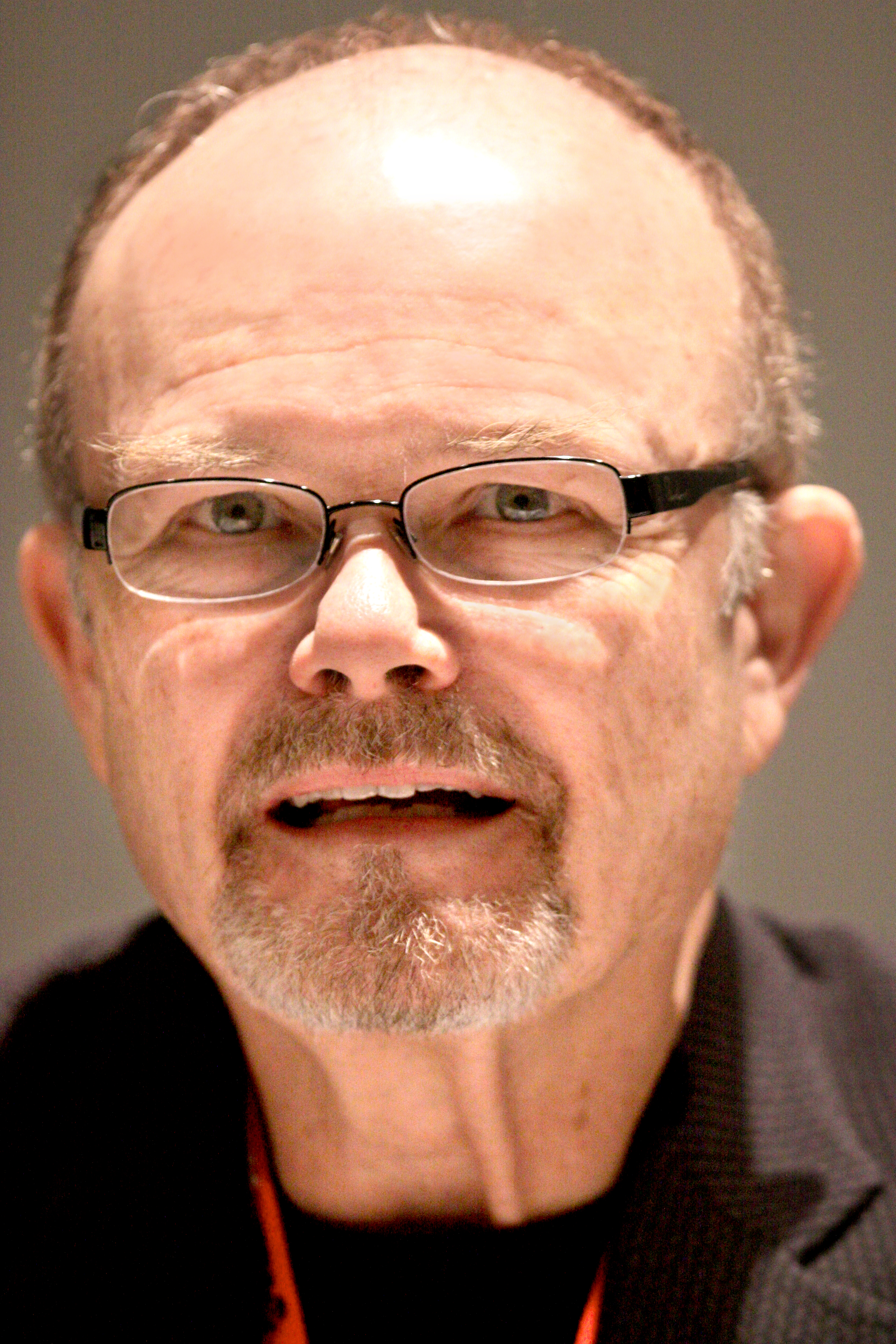
Kurtwood Smith interpreta Vernon Masters
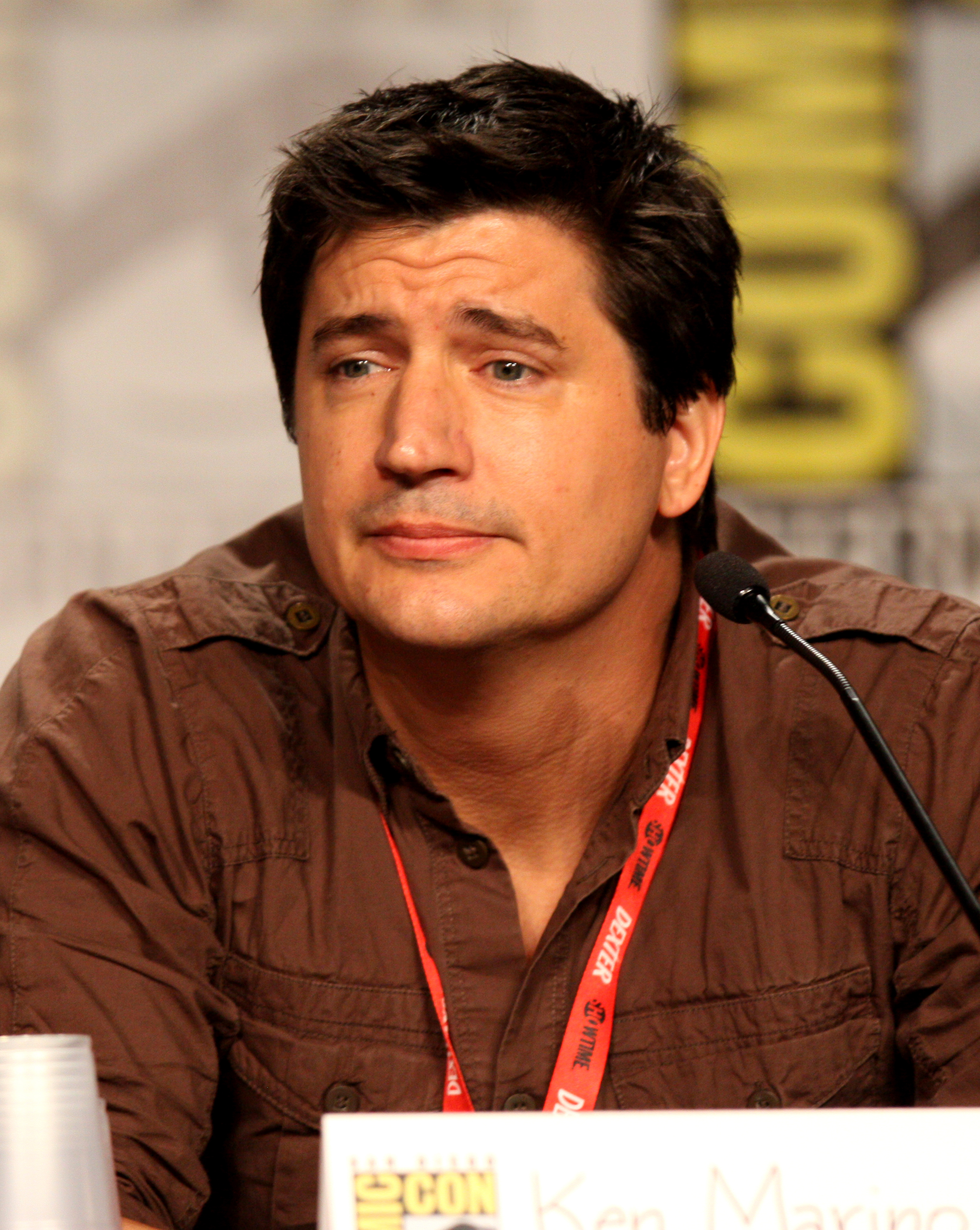
Ken Marino interpreta Joseph Manfredi

## Guest star
Elenco di guest star ricorrenti che sono apparse nella serie in ruoli minori o in camei comunque significativi.

### Introdotti nei film
- Dum Dum Dugan (interpretato da Neal McDonough[46], doppiato da Roberto Pedicini) è un membro di spicco degli Howling Commandos e amico di Peggy.
- Anton Vanko (interpretato da Costa Ronin, doppiato da Antonio Angrisano)[47] scienziato russo impiagato alle Stark Industries e co-creatore del Reattore Arc.
- Arnim Zola (interpretato da Toby Jones, doppiato da Marco Guadagno)[48] membro dell'HYDRA e braccio destro di Teschio Rosso imprigionato dall'SSR finita la guerra.

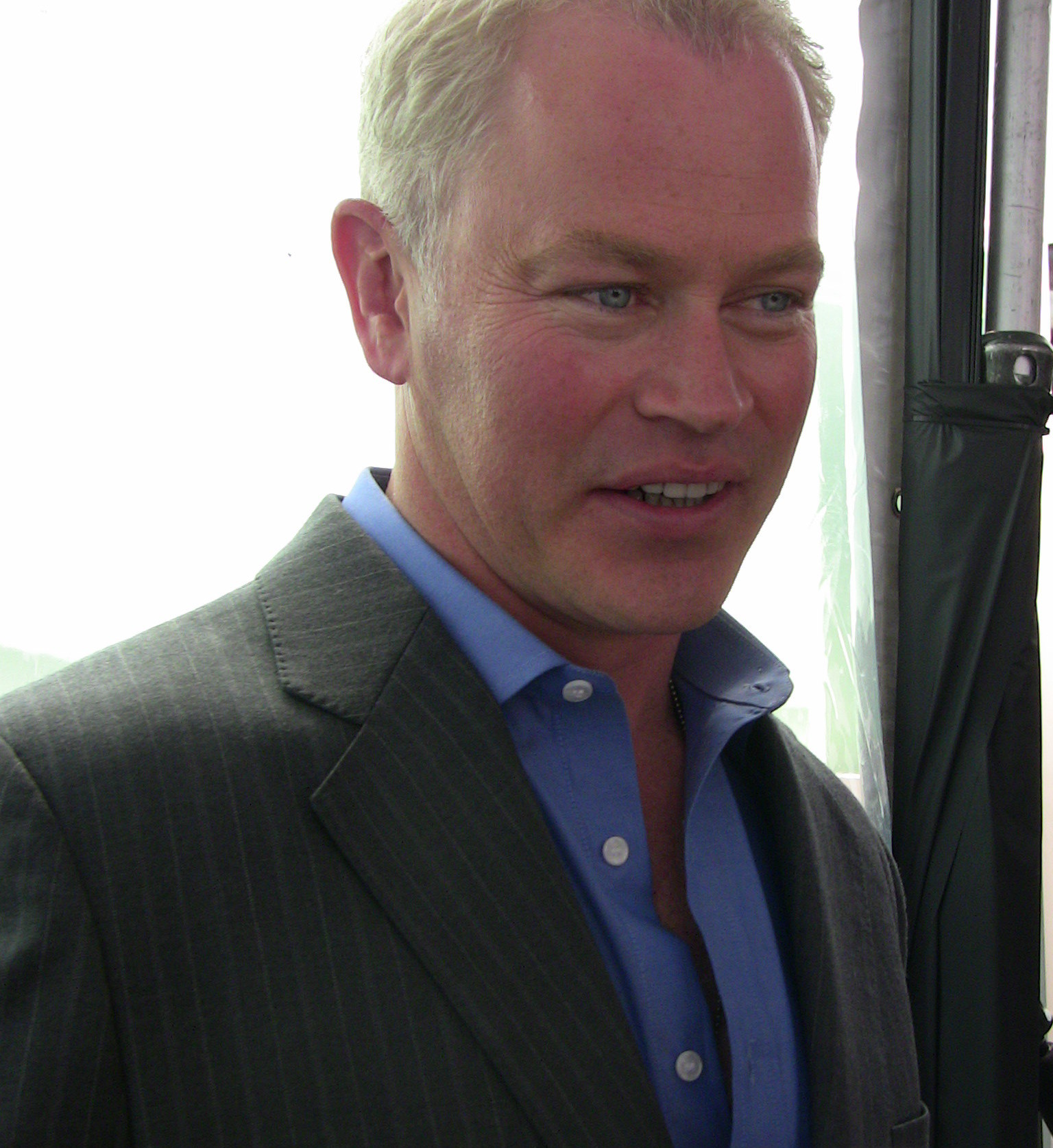
Neal McDonough interpreta Dum Dum Dugan
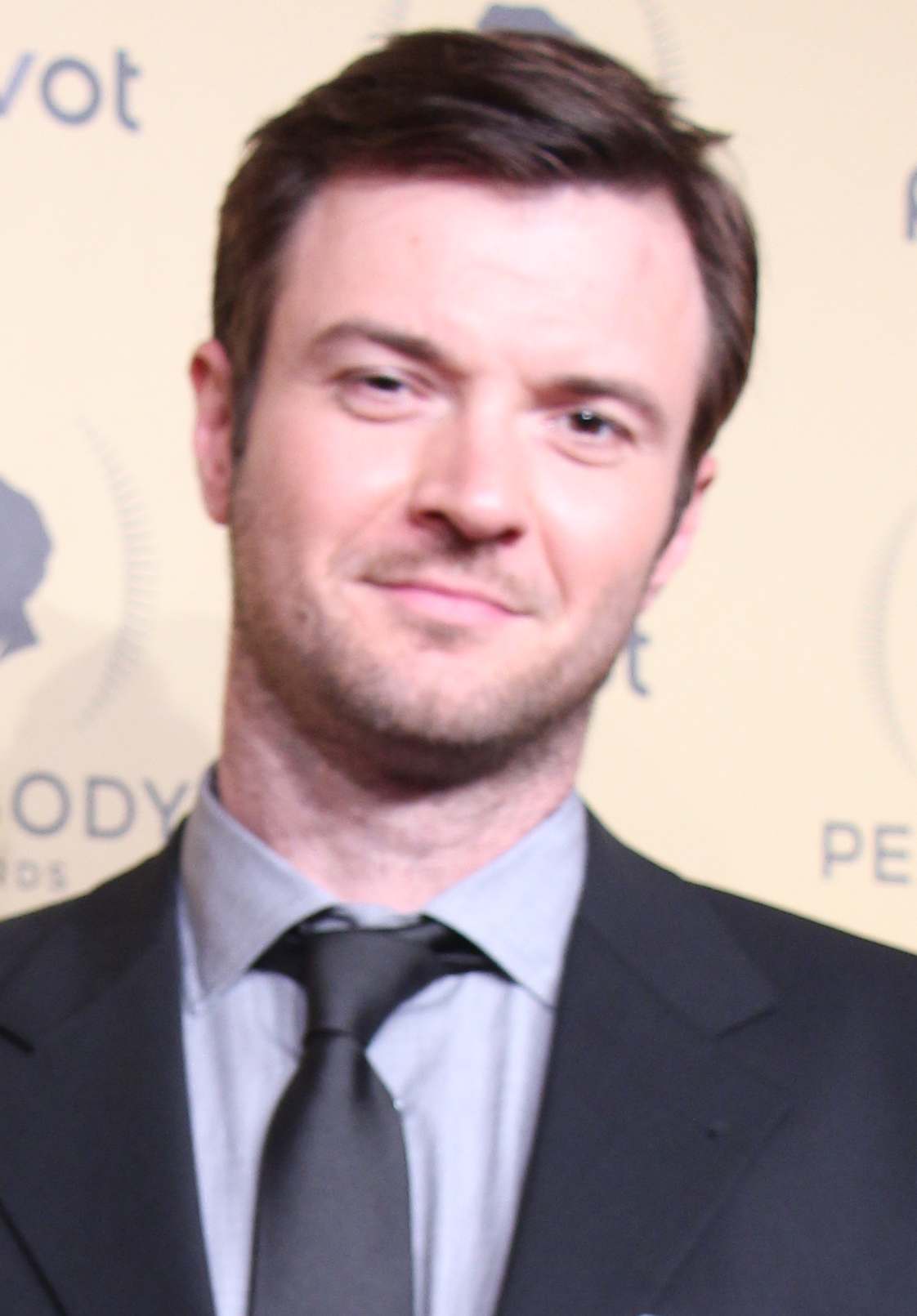
Costa Ronin interpreta Anton Vanko
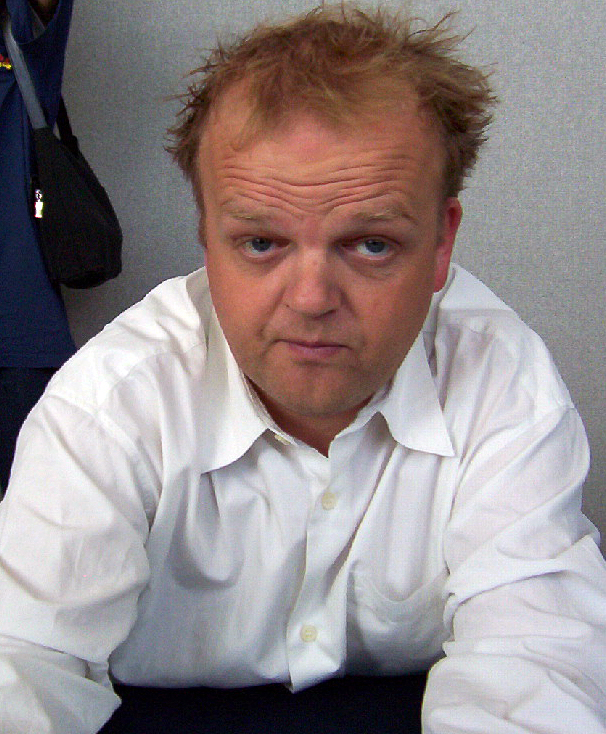
Toby Jones interpreta Arnim Zola

### Introdotti nella prima stagione
- Leet Brannis (interpretato da James Frain)[31] è un agente disertore di Leviathan senza laringe, ruba le armi di Howard Stark incastrandolo per la loro vendita e, in seguito, viene assassinato da un suo ex-complice.
- Hugh Jones (interpretato da Ray Wise, doppiato da Gino La Monica) è il presidente e fondatore della Roxxon Oil[31] nonché membro del Consiglio dei Nove.
- Junior Juniper (interpretato da James Austin Kerr, doppiato da Francesco Venditti) è una giovane nuova leva degli Howling Commandos,[49] viene ucciso da una bambina addestrata nella Stanza Rossa.
- Pinky Pinkerton (interpretato da Richard Short) è una nuova leva degli Howling Commandos.[49]
- Happy Sam Sawyer (interpretato da Leonard Roberts, doppiato da Fabrizio Dolce) è una nuova leva degli Howling Commandos.[49]

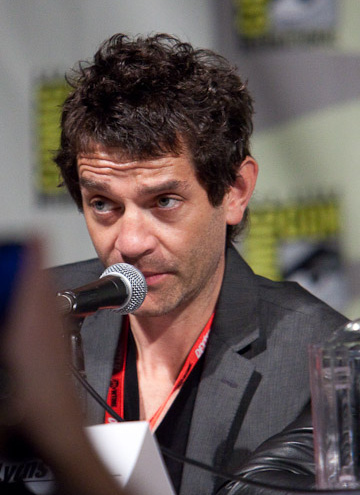
James Frain interpreta Leet Brannis
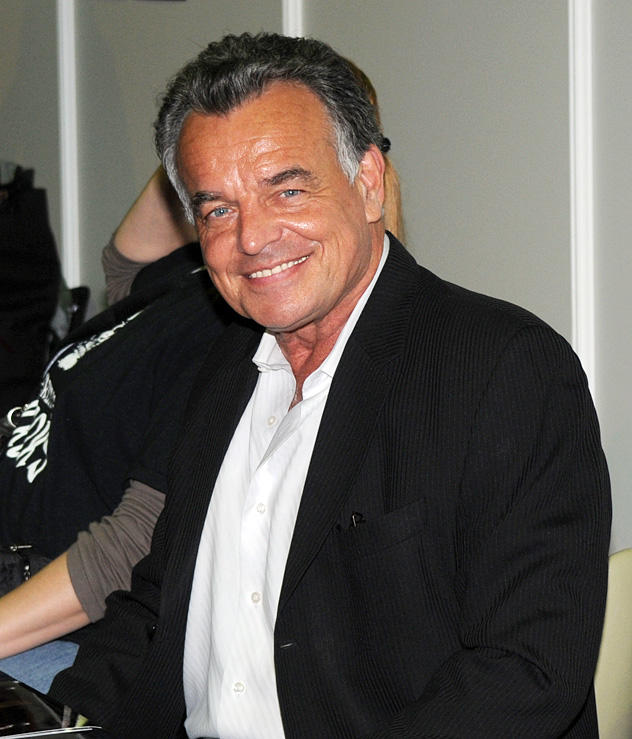
Ray Wise interpreta Hugh Jones
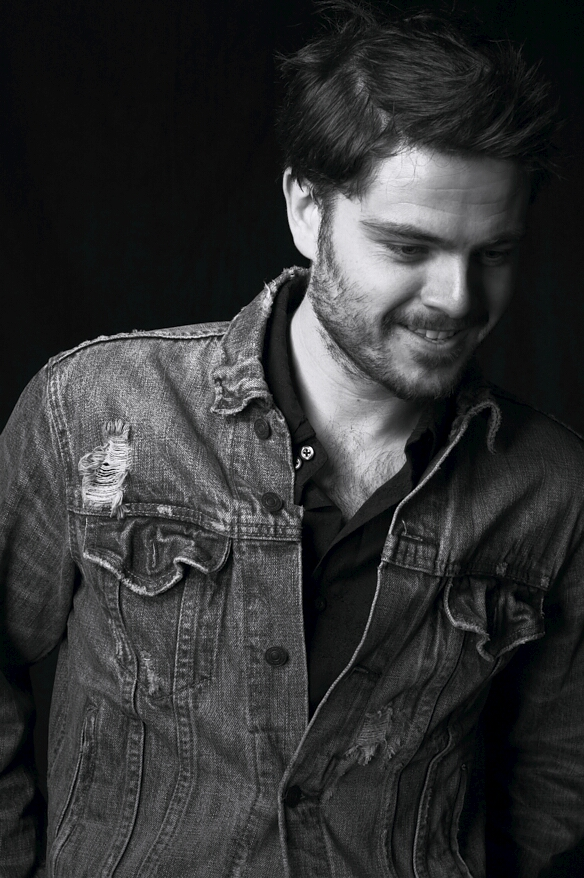
Richard Short interpreta Pinky Pinkerton
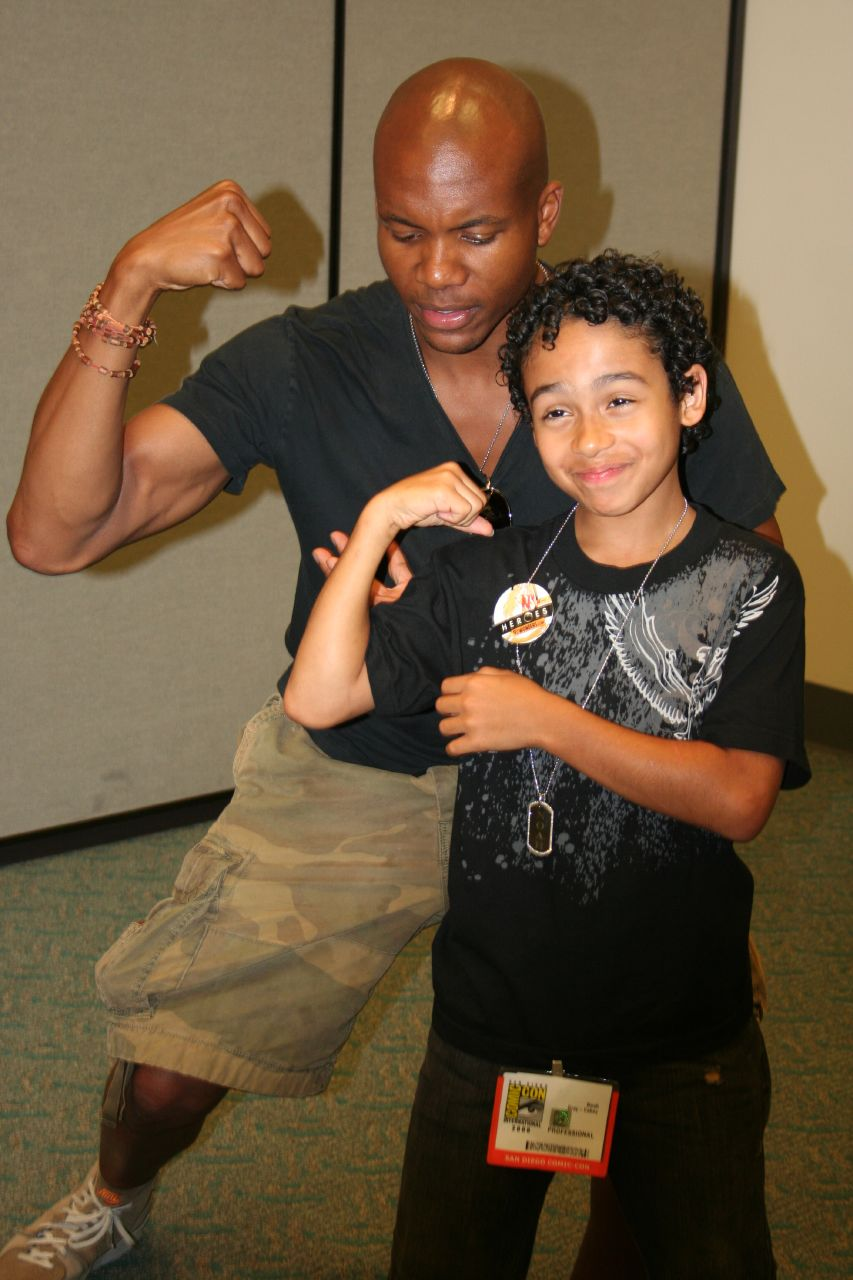
Leonard Roberts interpreta Happy Sam Sawyer

### Introdotti nella seconda stagione
- Rufus Hunt (interpretato da Chris Browning, doppiato da Rodolfo Bianchi) è un sicario affiliato al Consiglio dei Nove; dopo aver fallito un incarico tenta di ricattare Chadwick venendo ucciso da Whitney Frost.
- Violet (interpretata da Sarah Bolger, doppiata da Gemma Donati) è la fidanzata di Sousa[50] che, tuttavia, dopo essersi accorta dei sentimenti provati da quest'ultimo per Peggy, lo lascia.
- Thomas Gloucester (interpretato da Casey Sander, doppiato da Saverio Moriones) è un potente industriale membro del Consiglio dei Nove; viene ucciso da Whitney Frost quando assume il controllo del gruppo.

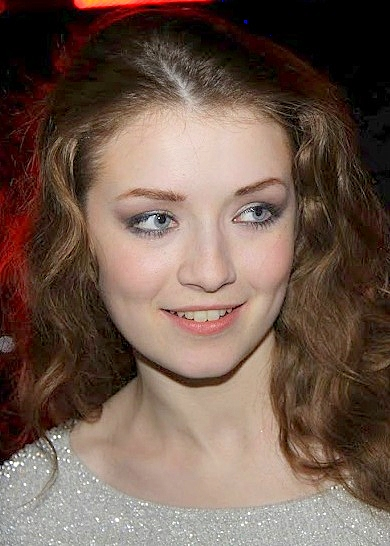
Sarah Bolger interpreta Violet